# アントニオ・スミス (ディフェンシブエンド)
アントニオ・スミス（Antonio DeShonta Smith 1981年10月21日-） オクラホマ州オクラホマシティ出身のアメリカンフットボール選手。ポジションはディフェンシブエンド。193cm,129kg。

## 経歴
オクラホマ州立大学から2004年のNFLドラフト5巡目135位でアリゾナ・カージナルスに指名されて入団した。2年目の2005年からカージナルスでは左ディフェンシブエンドとして先発出場するようになり、2006年12月17日のデンバー・ブロンコス戦ではファンブルリカバータッチダウンをあげている。
2008年には全16試合に出場し41タックル、3.5サックの成績をあげた。またプレーオフでも8タックル、2サックをあげてチームのスーパーボウル出場に貢献した。第43回スーパーボウルでは1ファンブルフォース、1ファンブルリカバーの成績を残した。スーパーボウル後、フリーエージェントとなった彼は2009年2月にヒューストン・テキサンズと5年3500万ドルで契約しテキサンズが放出したアンソニー・ウィーバーの代わりにマリオ・ウィリアムズの逆サイドを守った。
2011年は6サックをあげた。
2012年、第1週のマイアミ・ドルフィンズ戦で相手ガードのリッチー・インコグニートを蹴ったとして罰金を課せられた。なおスミスは、この試合でインコグニートが故意に足首を折ろうとしてきたと主張している。
2014年3月14日、オークランド・レイダースと2年900万ドルで契約を結んだ、4-3ディフェンスのディフェンシブタックルとしてプレーした。2015年3月31日、レイダースから解雇された。
2015年4月2日、デンバー・ブロンコスと1年200万ドルで契約を結んだ。ブロンコスはこの年第50回スーパーボウル出場を決めた。スーパーボウル直前、第一級殺人罪で20年以上服役しているスミスの父親が死去したが、スーパーボウルに出場すると語った。チームは24-10でカロライナ・パンサーズを破り優勝した。